# Eilif Philipsen
Eilif Philipsen, né le 21 juillet 1682 et mort le 20 juin 1785, est un centenaire norvégien. Il est considéré comme l'un des êtres humains les plus âgés à avoir vécu en son temps et dont l'âge a pu être vérifié.

## Biographie
Eilif Philipsen est né à Kinsarvik, en Norvège, le 21 juillet 1682 et a été baptisé avec sa sœur jumelle Ingeborg le même jour. Les registres sont incomplets jusqu'au recensement de 1701, alors qu'il a 18 ans, où il vit avec son père et ses deux frères cadets, Hans (3 ans) et Jacob (10 ans). Les registres sont à nouveau muets jusqu'en 1721, date à laquelle il épouse une femme nommée Ingebjørk, alors âgée de 22 ans. En 1723, il est impliqué dans un procès. En 1727, il hérite de la ferme de son père décédé. Il adopte une fille et, en 1751, à l'âge de 71 ans, transmet la propriété de sa ferme à son gendre.

## Records de longévité
Le 21 juillet 1782, il devint la première personne à avoir atteint l'âge de 100 ans, devenant ainsi le premier centenaire connu des temps modernes, dont l'âge a pu être vérifié dans les archives. Le 21 juillet 1783, il fut le premier à atteindre 101 ans. En 1783, il vivait retiré avec son épouse, alors âgée de 84 ans. Le 21 juillet 1784, il fut le premier à atteindre l'âge de 102 ans. Il mourut le 20 juin 1785 à l'âge de 102 ans et 334 jours.